# Wills Trophy 1991/92
Die Wills Trophy 1991/92 war ein Drei-Nationen-Turnier, das vom 17. bis zum 25. Oktober 1991 in den Vereinigten Arabischen Emiraten im One-Day Cricket ausgetragen wurde. Bei dem zur internationalen Cricket-Saison 1991/92 gehörenden Turnier nahmen die Mannschaften aus Indien, Pakistan und den West Indies teil. Im Finale konnte sich Pakistan mit 72 Runs gegen Indien durchsetzen.

## Vorgeschichte
Für alle Mannschaften war es der erste Auftritt der Saison.

## Format
In einer Vorrunde spielte jede Mannschaft gegen jede zwei Mal. Für einen Sieg gab es zwei, für ein Unentschieden oder No Result einen Punkt. Die beiden Gruppenersten qualifizierten sich für das Finale und spielten dort um den Turniersieg.

## Stadion
Der folgende Austragungsort wurde für das Turnier ausgewählt.
| Stadion                             | Stadt   | Kapazität | Spiele                |
| ----------------------------------- | ------- | --------- | --------------------- |
| Sharjah Cricket Association Stadium | Sharjah | 27.000    | 1. – 6. Spiel; Finale |

## Spiele

### Vorrunde
Tabelle
| Teams       | Sp. | S | N | U | R | NR | BP | Punkte | NRR    |
| ----------- | --- | - | - | - | - | -- | -- | ------ | ------ |
| Indien      | 4   | 3 | 1 | 0 | 0 | 0  | 0  | 12     | +0.461 |
| Pakistan    | 4   | 2 | 2 | 0 | 0 | 0  | 0  | 8      | −0.191 |
| West Indies | 4   | 1 | 3 | 0 | 0 | 0  | 0  | 4      | −0.254 |

Sieg: 4 Punkte; Remis: 2 Punkte
Spiele
| 17. Oktober Scorecard | Sharjah | Pakistan 215 (48.3)              | – | West Indies 217-9 (47.3) |
|                       |         | West Indies gewinnt mit 1 Wicket |   |                          |

| 18. Oktober Scorecard | Sharjah | Indien 238-4 (50)          | – | Pakistan 178 (44.4) |
|                       |         | Indien gewinnt mit 60 Runs |   |                     |

| 19. Oktober Scorecard | Sharjah | Indien 240-6 (50)          | – | West Indies 221 (48.5) |
|                       |         | Indien gewinnt mit 19 Runs |   |                        |

| 21. Oktober Scorecard | Sharjah | Pakistan 236-7 (50)        | – | West Indies 235 (50) |
|                       |         | Pakistan gewinnt mit 1 Run |   |                      |

| 22. Oktober Scorecard | Sharjah | West Indies 145 (46.2)       | – | Südafrika 147-3 (37.3) |
|                       |         | Indien gewinnt mit 7 Wickets |   |                        |

| 23. Oktober Scorecard | Sharjah | Pakistan 262-6 (50)         | – | Indien 253-6 (50) |
|                       |         | Pakistan gewinnt mit 4 Runs |   |                   |

### Finale
| 25. Oktober Scorecard | Sharjah | Pakistan 262-6 (50)          | – | Indien 190 (46) |
|                       |         | Pakistan gewinnt mit 72 Runs |   |                 |